# Noces rouges (film)
Pour les articles homonymes, voir Les Noces rouges et Noces rouges (mini-série).
Pour plus de détails, voir Fiche technique et Distribution.
 Noces rouges (Red Wedding) est un documentaire franco-cambodgien réalisé par Lida Chan et Guillaume Suon, sorti en 2012.
Le film brosse le portrait d'une victime des mariages forcés organisés par le régime génocidaire des Khmers rouges.

## Synopsis
Entre 1975 et 1979, au moins 250 000 femmes ont été mariées de force par les Khmers rouges. Sochan Pen était l'une d'entre elles. À 16 ans, elle a été mariée de force à un soldat qui l'a violée.
Après 30 ans de silence, Sochan a décidé de se porter partie civile auprès du tribunal spécial chargé de juger des anciens responsables Khmers rouges.
Noces rouges montre le cheminement d’une rescapée qui revendique son humanité contre une idéologie et un système qui avaient été conçus pour l’anéantir.

## Fiche technique
- Titre : Noces rouges
- Titre original : Red Wedding
- Réalisation : Lida Chan, Guillaume Suon
- Musique : Benjamin Bleuez, Étienne Lechuga
- Photographie :  Guillaume Suon, Ambroise Boussier, Lida Chan
- Son : Sam Kacada
- Montage : Guillaume Suon, Lida Chan, Narin Saobora
- Production : Rithy Panh
- Sociétés de production : Bophana Production (Cambodge), Centre Bophana (Cambodge), Tipasa Production (France)
  - Partenaires : GIZ, Fondation Alter-ciné, Fonds francophone de production audiovisuelle du Sud, IDFA Fund, Sundance Institute Documentary Film Program, Worldview, Commission du Film du Cambodge.
- Sociétés de distribution : Women Make Movies[1], Bophana Production, Tipasa Production
- Pays d'origine :  Cambodge,  France
- Lieu de tournage : Cambodge
- Langue originale : khmer
- Genre : documentaire
- Durée : 58 minutes
- Date de sortie : 16 novembre 2012 (IDFA)

## Distinctions
- Festival international du film documentaire d'Amsterdam (IDFA) 2012 : Prix du meilleur moyen-métrage[2],[3],[4],[5]
- Festival international du film documentaire d'Al Jazeera 2013 (Doha, Qatar): Golden Award (compétition moyen-métrage)[6],[7]
- Gdansk DocFilm Festival 2013 (Pologne) : Prix du jury[8]
- HRHDIFF 2013 (Rangoun, Birmanie) : Prix spécial du jury
- FreedomFilmFest 2013 (Kuala Lumpur, Malaysia) : Prix du meilleur film d'Asie du Sud-est sur les droits de l'homme[9]
- Salaya International Documentary Film Festival 2014 (Thaïlande) : Mention spéciale du jury[10]

## Accueil
Noces rouges est le premier film consacré à une victime de mariage forcé et de viol sous les Khmers rouges. L'enquête de Guillaume Suon et Lida Chan a débuté en 2010 lorsque les mariages forcés ont été qualifiés de crimes contre l'humanité par le tribunal spécial chargé de juger des anciens responsables Khmers rouges. Brisant un tabou vieux de plus de 30 ans et libérant la parole de nombreuses victimes, le film a été reçu avec beaucoup d'émotion par le public et salué par la critique, aussi bien au Cambodge,,, qu'à l'étranger,,,,,,,,
« Noces rouges réunit tous les éléments d’un grand documentaire : un épisode historique poignant, raconté sous un angle inattendu, et une image remarquable. Un film d’une vraie poésie. » - Jury de l’IDFA 2012